# Chiese della Comunità della Vallagarina
Questa voce include tutte le chiese cristiane situate entro i confini della Comunità della Vallagarina, nella provincia autonoma di Trento (ad esclusione di quelle del comune di Rovereto, elencate alla voce chiese di Rovereto). 
Gli edifici sono elencati in liste suddivise per comune; includono quasi centocinquanta chiese consacrate (sebbene non tutte officiate regolarmente), a cui si aggiungono oltre quaranta cinquanta e una quindicina di edifici sconsacrati, in rovina, scomparsi o altrimenti non più attivi. Gli edifici di culto consacrati appartengono tutti alla confessione cattolica e fanno parte dell'arcidiocesi di Trento.

## Comune di Ala
| Esterno                                     | Interno | Nome                                                                                  | Periodo storico                                   | Ubicazione                                                                              | Informazioni |
| ------------------------------------------- | ------- | ------------------------------------------------------------------------------------- | ------------------------------------------------- | --------------------------------------------------------------------------------------- | --- |
|                                             |         | Chiesa di Santa Cecilia                                                               | XII-XIII secolo                                   | Chizzola, contrada Santa Cecilia 45°49′28.05″N 10°59′52.89″E                            | Risalente probabilmente al XII o al XIII secolo, venne forse ampliata nel XV secolo. Venne occupata da soldati veneti dopo la battaglia di Calliano, così come da truppe italiane durante la seconda guerra mondiale (situazione da cui uscì danneggiata e depredata). |
|                                             |         | Chiesa del Sacro Cuore                                                                | XX secolo                                         | Marani, via delle Scuole 45°46′49″N 11°01′04.9″E                                        | Costruita tra il 1918 e il 1922, con le offerte raccolte per la memoria delle vittime della prima guerra mondiale. |
|                                             |         | Chiesa dei Santi Fabiano e Sebastiano                                                 | Fondata XV secolo, edificio odierno XX secolo     | Serravalle, via Bronzetti 45°48′50.22″N 11°00′47.08″E                                   | Parrocchiale. Costruita intorno al 1483, venne riedificata alla fine del XIX secolo, entro il 1894. L'edificio venne in gran parte distrutto dai bombardamenti durante la prima guerra mondiale, rendendo necessaria la sua quasi totale ricosrtruzione. |
|                                             |         | Chiesa di San Francesco d'Assisi                                                      | XVII secolo                                       | Ala, piazza San Giovanni XXIII 45°45′24.59″N 11°00′02.26″E                              | Chiesa del convento cappuccino; l'intero complesso venne stato costruito tra il 1608 e il 1611. Tra il 1796 e il 1801 chiesa e convento vennero requisiti dall'esercito austriaco e adibiti a ospedale militare, e poi soppressi nel 1810 per le disposizioni giuseppine; i monaci fecero ritorno nel 1815. Nel 1886-88 venne rifatto il presbiterio e altri rimaneggiamenti seguirono nel 1890. Il complesso venne colpito dai bombardamenti nella prima guerra mondiale e, soprattutto, nella seconda, quando il convento andò totalmente distrutto e la chiesa rimase gravemente danneggiata. A fine conflitto il complesso venne ricostruito e restaurato. |
|                                             |         | Chiesa dei Santi Giovanni Battista ed Evangelista, o chiesa di San Giovanni           | Fondata XIV secolo                                | Ala, piazza San Giovanni 45°45′24.08″N 11°00′16.16″E                                    | Una prima cappella, dedicata al solo san Giovanni Battista e annessa a un ospizio dei lateranensi, è attestata nel 1342; l'edificio è stato più volte ampliato, e le fattezze attuali sono dovute ad un intervento della fine dell'Ottocento. |
|                                             |         | Chiesa di San Giuseppe                                                                | Fondata XVIII secolo, edificio odierno XIX secolo | Località Prabubolo 45°46′48.94″N 11°02′34.94″E                                          | Una prima cappella sul sito, dedicata a san Giuseppe, venne eretta nel 1739 dalla famiglia Gresta; la proprietà passò poi ai Pizzini, che l'ampliarono nel 1852, e poi la ricostruirono totalmente nel 1867. Dal 2003, tutto il maso è di proprietà della parrocchia di Santa Maria Assunta di Ala. |
|                                             |         | Chiesa di San Lorenzo                                                                 | Fondata XV secolo, edificio odierno XIX secolo    | Ronchi 45°44′20.9″N 11°04′00.4″E                                                        | Una prima chiesa venne consacrata nel 1499; questa fu ricostruita nel 1889-92, e nel 1908 venne rialzato il campanile. |
|                                             |         | Chiesa di Santa Lucia                                                                 | XIII-XIV secolo                                   | Santa Lucia 45°47′50.3″N 11°00′56.1″E                                                   | Costruita alla fine del XIII secolo o all'inizio del XIV; la prima citazione è del 1456. Tra il XVII e il XVIII secolo venne ampliata la navata verso ovest e trasformato in sagrestia l'antico presbiterio. Durante la prima guerra mondiale venne requisita per scopi bellici e adibita a scuderia rimuovendo il tetto, causando gravi danni; i lavori di riparazione seguirono nel 1922-23. |
|                                             |         | Chiesa di Santa Margherita                                                            | Fondata XIII secolo, edificio odierno XIX secolo  | Santa Margherita, piazza Santa Margherita 45°47′51.36″N 11°01′32.11″E                   | Parrocchiale. Fondata, assieme ad un ospedale, nel 1214; nel 1854-57 l'edificio venne ricostruito ad eccezione del campanile, unico elemento superstite del complesso originario. |
|                                             |         | Chiesa di Santa Maria Assunta                                                         | Citata XII secolo, edificio odierno XVII secolo   | Ala, via Livio Ortombina 45°45′20.56″N 11°00′24.23″E                                    | Parrocchiale. La prima citazione è del 1178; venne ricostruita nel 1501, e poi di nuovo tra il 1614 e il 1698. Nel 1916 venne danneggiata da una granata che esplose all'interno, e quindi riparata. |
|                                             |         | Chiesa di San Martino                                                                 | Citata XIV secolo, edificio odierno XVIII secolo  | Pilcante, piazza Vittorio Veneto 45°46′05.8″N 11°00′02.6″E                              | Parrocchiale. Citata per la prima volta nel 1319; dopo il 1735 vennero aggiunte alcune cappelle laterali, ma dal 1742 l'edificio venne integralmente demolito e ricostruito ad eccezione del presbiterio; i lavori terminarono nel 1756 (quando vennero completati il campanile e la sagrestia), salvo per la facciata che venne completata solo nel 1776. Nel 1817 venne aggiunto il piccolo campanile a vela. |
|                                             |         | Chiesa di San Nicolò                                                                  | Citata XIV secolo, edificio odierno XVIII secolo  | Chizzola, via Canestrini 45°48′31.47″N 11°00′31.54″E                                    | Parrocchiale. La prima chiesa di Chizzola viene citata nel 1319; nel 1756-64 venne costruita quella nuova, e i due edifici coesistettero fino al 1783, quando la vecchia chiesa venne demolita. Nei secoli successivi, la nuova chiesa venne sottoposta varie volte a restauri e ristrutturazioni. Nel 1919 venne danneggiata da una bomba austriaca e abbandonata fino al 1919, periodo in cui subì anche sacrilegi; venne riparata entro il 1929.. |
|                                             |         | Chiesa di San Pietro in Bosco, o dei Santi Pietro e Paolo in Bosco                    | Fondata IX-X secolo, edificio odierno XI secolo   | Località Sdruzzinà 45°44′49.93″N 10°59′24.17″E                                          | Un primo luogo di culto sul posto venne fondato nel IX o nel X secolo, e riedificato probabilmente verso la seconda metà dell'XI secolo; tra il XI e il XII secolo venne eretto il campanile, poi sopraelevato cent'anni più tardi. Solo nel 1348 si ha la prima citazione scritta della chiesa; nel 1574 venne rimaneggiata la facciata, mentre tra il 1668 e il 1681 vengono svolti importanti lavori, con la ricostruzione del presbiterio, la suddivisione della navata in due campate e l'aggiunta del portico e della sagrestia. |
|                                             |         | Chiesa di San Rocco                                                                   | XVIII secolo                                      | Località Sega 45°41′42.7″N 10°58′30.4″E                                                 | Costruita nel 1733-34. |
|                                             |         | Chiesa della Santissima Trinità                                                       | XVIII secolo                                      | Muravalle 45°44′52.4″N 11°02′16.7″E                                                     | Costruita nel 1700, ampliata nel 1789. |
|                                             |         | Chiesa (o santuario) di San Valentino                                                 | Citata XIV secolo, edificio odierno XVI secolo    | Località San Valentino 45°46′56.85″N 11°01′45″E                                         | La prima citazione è relativa ad una consacrazione avvenuta nel 1329, probabilmente a seguito di importanti lavori di ampliamento -se non di rifacimento- della chiesa che già esisteva; un'altra consacrazione, con le medesime condizioni, è documentata nel 1501. Seguono varie modifiche nei secoli successivi: la costruzione del campanile nel 1586, quella del presbiterio e della sagrestia e la sopraelevazione della navata centrale tra il 1638 e il 1656, la realizzazione della facciata nel 1761, l'ampliamento della chiesa e l'erezione di un nuovo campanile nel 1763. Nel 1915 venne adibita ad ospedale militare; riaperta al culto nel 1922, venne nuovamente requisita per scopi bellici dalle armate tedesche nella seconda guerra mondiale, e utilizzata come deposito di munizioni e stalla per i cavalli; alla fine del conflitto, riprese le funzioni ecclesiastiche, venne demolita la sagrestia a sud-est e sostituita con un porticato facente funzioni di sacrario per i caduti sul passo Buole. |
|                                             |         | Chiesetta "ai morti alpini"                                                           | XX secolo                                         | Presso il rifugio Scalorbi sul passo Pelagatta 45°42′36.43″N 11°08′22.85″E              | Situata a ridosso del confine con la provincia di Vicenza, a 1850 metri di quota, è dedicata alla memoria degli Alpini morti sulle cime del Carega; la data di costruzione è incerta, successiva alla seconda guerra mondiale (forse verso il 1953). |
| Cappelle                                    |         |                                                                                       |                                                   |                                                                                         | |
|                                             |         | Cappella della Madonna Addolorata, o della Madonna di Strà, o cappella dei ferrovieri | XIX secolo                                        | Ala, viale 4 Novembre 45°45′27.2″N 10°59′45.9″E                                         | La costruzione prese avvio nel 1868 e venne terminata verso la fine del secolo; all'interno della cappella si trova un frammento d'affresco raffigurante l'Addolorata, recuperato da un'edicola votiva costruita nel XVI secolo nella vicina località Sabbioni e demolita nel 1857. Gli epiteti di "cappella dei ferrovieri" o "di Strà (strada)" sono dovuti al fatto che l'edificio sorge in prossimità della ferrovia del Brennero. |
|                                             |         | Cappella (o chiesetta) di Sant'Anna                                                   | XVIII secolo                                      | Pilcante, piazza Vittorio Veneto 45°46′06.6″N 11°00′02.9″E                              | Costruita nel 1710 come oratorio della confraternita del Santissimo Sacramento; dedicata appunto al Santissimo, l'intitolazione a sant'Anna è documentata dal 1762. |
|                                             |         | Cappella della Santa Croce                                                            | XX secolo                                         | Ronchi 45°44′22.82″N 11°04′03.08″E                                                      | Cappella cimiteriale, costruita nel 1925. |
|                                             |         | Cappella della Santa Croce                                                            | Fondata XVIII secolo, edificio odierno XX secolo  | Chizzola, località Villetta 45°48′21.5″N 11°00′40.6″E                                   | Costruita nel 1727, andò completamente distrutta durante la prima guerra mondiale; venne riedificata nel 1926-29, un po' più piccola dell'originale e leggermente più a sud. |
|                                             |         | Cappella del Crocifisso                                                               | XIX secolo                                        | Ala 45°45′28.41″N 10°59′59.43″E                                                         | Cappella cimiteriale, costruita nel 1870. |
|                                             |         | Cappella di San Giovanni Battista                                                     | Fondata XVIII secolo, edificio odierno XX secolo  | Località Revolto 45°41′45.8″N 11°07′07.13″E                                             | Una prima cappella, dedicata a Maria Vergine Dolente, venne eretta nel 1798-99 su iniziativa di tal Giacomo Scarpetta, che aveva in gestione quella che era allora l'osteria Revolto. Entrambe le strutture erano in territorio trentino, a ridosso del confine con il regno lombardo-veneto, e vennero distrutte da una valanga nel 1866, dopodiché l'osteria (l'odierno rifugio Revolto) venne riedificata dall'altra parte del confine. La struttura odierna, intitolata al Battista, venne eretta nel 1951-52 per volontà di monsignor Luigi Piccoli, cappellano della sezione veronese dell'ANA. |
|                                             |         | Cappella della Madonna del Carmine                                                    | XX secolo                                         | Pilcante 45°46′11.42″N 11°00′05.25″E                                                    | Cappella cimiteriale, costruita nel 1900. |
|                                             |         | Cappella della Madonna del Rosario                                                    | XIX secolo                                        | Località Pozzo di Mezzo 45°45′53.4″N 11°01′43.53″E                                      | Costruita per volontà di Domenico de Pizzini di Hohenbrunn nel 1886. |
|                                             |         | Cappella dei Santi Simone e Giuda                                                     | Documentata XVI secolo                            | Località Pozzo Basso 45°45′54.65″N 11°01′15.78″E                                        | Già esistente nell'anno 1585, storicamente di proprietà della famiglia Taddei; venne ricostruita nel 1708. |
|                                             |         |                                                                                       | XX secolo                                         | Passo Buole 45°46′38″N 11°05′05.8″E                                                     | Cappella eretta nel 1964 in memoria dei caduti della prima guerra mondiale. |
| Chiese sconsacrate, abbandonate o scomparse |         |                                                                                       |                                                   |                                                                                         | |
|                                             |         | Chiesa di San Giovanni Nepomuceno, o chiesetta di San Giovannino                      | XVIII secolo                                      | Ala, via della Roggia 45°45′30.67″N 11°00′21.6″E                                        | Costruita nel 1749; sconsacrata, ospita la sede della banda sociale di Ala. |
|                                             |         | Cappella di San Giuseppe, o dell'Immacolata                                           | XVIII secolo                                      | Località Pozzo Alto/Altofonte 45°45′35.4″N 11°02′00.9″E                                 | Fatta costruire dalla famiglia Pizzini, proprietaria del maso, tra il 1725 e il 1728; inizialmente dedicata all'Immacolata, venne riconsacrata a san Giuseppe nel 1750 e rimaneggiata nel corso dell'Ottocento (lavori a cui si deve l'aspetto attuale); trasformata in fienile nel corso del Novecento, la struttura è ora abbandonata, come tutto il maso. |
|                                             |         | Cappella di San Marco                                                                 | XX secolo                                         | Sotto la cima Selvata del Coni Zugna, presso il passo Buole 45°46′55.88″N 11°04′33.85″E | Costruita in piena prima guerra mondiale, probabilmente nel 1917, dalla brigata Venezia; dopo la fine del conflitto è caduta in rovina e la sua posizione è andata persa; i pochi resti sono stati ritrovati da volontari dell'associazione Memores nel 2017. |

## Comune di Avio
| Esterno          | Interno | Nome                                                                                             | Periodo storico                                     | Ubicazione                                                          | Informazioni |
| ---------------- | ------- | ------------------------------------------------------------------------------------------------ | --------------------------------------------------- | ------------------------------------------------------------------- | --- |
|                  |         | Chiesa di Sant'Antonio Abate                                                                     | XIV secolo                                          | Sabbionara, località Sant'Antonio 45°44′38″N 10°57′04.3″E           | Costruita per volontà della famiglia Castelbarco tra il 1319 e il 1322; nel 1775 venne ribaltato l'orientamento della chiesa, demolendo l'antica abside. |
|                  |         | Chiesa di San Bernardino                                                                         | Fondata XV secolo, edificio odierno XIX secolo      | Sabbionara, piazza Conciliazione 45°44′24.5″N 10°57′16.45″E         | Parrocchiale. Inizialmente costruita nel 1457 per volontà della famiglia Vassalini, in un luogo diverso dall'attuale; la struttura odierna venne edificata nel 1835-45, e venne dotata di campanile nel 1888. |
|                  |         | Chiesa di San Biagio                                                                             | Fondata XVI secolo, edificio odierno XIX secolo     | Borghetto sull'Adige, via XXVII Maggio 45°41′54.87″N 10°55′38.35″E  | Parrocchiale. Costruita verso il 1538, riedificata nel 1742-50. |
|                  |         | Chiesa di San Carlo Borromeo                                                                     | XVII secolo                                         | Sabbionara, via Foss 45°44′36.1″N 10°57′14.22″E                     | Costruita nel 1613 come mausoleo per la famiglia Meschini; nel 1663 venne rialzato il campanile. Gravemente danneggiata durante la prima guerra mondiale, durante la quale era stata adibita a deposito, venne restaurata appena dopo il conflitto. Nel 1953 venne realizzata la sagrestia attuale, mentre quella vecchie venne demolita per allargare la strada.                                                                                  |
|                  |         | Chiesa di San Domenico                                                                           | XVIII secolo                                        | Località Campei o Campiglio 45°44′54.15″N 10°58′51.37″E             | Fatta costruire nel 1746-49 ad opera della famiglia Brasavola, venne benedetta nel 1762 e quindi restaurata nel 1921. |
|                  |         | Chiesa di San Giuseppe                                                                           | XVIII secolo                                        | Vò Destro 45°44′11.49″N 10°57′30.57″E                               | Costruita nel 1756-57 per volontà di don Antonio Turrini, venne restaurata nel 1896 e nel 1912. |
|                  |         | Chiesa dell'Immacolata                                                                           | Citata XII secolo                                   | Avio, via Valle dei Molini 45°43′56.58″N 10°55′46.54″E              | Antica chiesa pievana, citata per la prima volta nel 1145; nel 1445 venne dotata di campanile e nel 1462 venne sottoposta a un importante restauro. Nel 1759-61 vennero allungate le navate laterali e aperti diversi accessi all'edificio; nel 1891 venne aggiunto il protiro. Venne occupata per scopi bellici durante la prima guerra mondiale, a cui seguì un restauro.                                                                        |
|                  |         | Chiesa di San Leonardo, o di San Leonardo in Sarnis                                              | Documentata XII secolo, edificio odierno XIX secolo | Tra Borghetto sull'Adige e Masi d'Avio 45°42′15.89″N 10°55′51.69″E  | Piccola chiesa facente parte della tenuta dei marchesi Guerrieri Gonzaga; la prima costruzione è databile alla fine del XII secolo (ma forse di molto precedente), mentre l'edificio odierno è dovuto ad una ricostruzione effettuata verso il 1835. |
|                  |         | Chiesa della Madonna della Neve, o della Madonna della Neve e dei Santi Giacomo e Carlo Borromeo | Citata XIV secolo, edificio odierno XVII secolo     | Monte Baldo, località Corno della Selva 45°44′28.37″N 10°53′21.98″E | Una prima chiesa con annesso romitorio, forse posta in un luogo diverso, è documentata dal 1307; l'edificio venne ricostruito nel 1625. |
|                  |         | Chiesa di Santa Maria Assunta                                                                    | XVII secolo                                         | Avio, via Canonica, 10 45°44′07.2″N 10°56′29″E                      | Parrocchiale. Costruita tra il 1651 e il 1670 al posto della preesistente chiesa dei Santi Rocco e Sebastiano, della quale ereditò il campanile che venne sopraelevato nel 1706 e poi ancora nel 1787; tra il 1911 e il 1914 vennero apportate diverse modifiche alla struttura, tra cui l'ampliamento del presbiterio, la realizzazione della loggia fuori dalla sagrestia e la trasformazione in cappella di un locale prima adibito a deposito. |
|                  |         | Chiesa di San Nicolò                                                                             | Citata XII secolo, edificio odierno XVIII secolo    | Vò Sinistro, via San Nicolò 45°44′04.01″N 10°57′28.7″E              | Parrocchiale. Citata per la prima volta nel 1183, venne probabilmente ricostruita nel 1512, e una seconda volta nel 1756-57. La volta è stata gravemente danneggiata da un terremoto nell'ottobre 2011. |
|                  |         | Chiesa di Sant'Orsola, o delle Sante Orsola e Angela Merici                                      | XVIII secolo                                        | Avio, via Campagnola 5 45°44′01.86″N 10°56′15.3″E                   | Costruita nel 1760-61, annessa ad un convento di orsoline sorto pochi anni prima. Il convento venne soppresso nel 1811 e la chiesa è ora di pertinenza di una casa di riposo. |
|                  |         | Chiesa di San Valentino e di San Vincenzo Ferreri                                                | XVIII secolo                                        | Mama di Sopra 45°42′18.28″N 10°55′17.56″E                           | Parrocchiale. Costruita nel 1747 per volontà dei padri domenicani; il campanile venne aggiunto nel 1924-25. |
|                  |         | Chiesa di San Vigilio in Agro                                                                    | Citata XIII secolo                                  | Sabbionara, via Pozza 45°44′35.87″N 10°57′33.56″E                   | Chiesa cimiteriale, documentata per la prima volta nel 1203; l'edificio venne ampliato nel Cinquecento, e poi ancora nel Settecento (quando venne costruita la sagrestia e rifatto il presbiterio). |
| Cappelle         |         |                                                                                                  |                                                     |                                                                     | |
|                  |         | Cappella della Madonna di Caravaggio, o della Madonna del Carmine, o "Santella dei Vigneti"      | citata XVII secolo                                  | Sabbionara, località Sant'Antonio 45°44′33.99″N 10°56′57.55″E       | Documentata prima del 1662, venne costruita inglobando una preesistente edicola votiva, probabilmente per iniziativa della confraternita della Madonna del Carmine che aveva sede nella pieve di Avio. |
|                  |         | Cappella (od oratorio) del Santissimo Sacramento                                                 | XIX secolo                                          | Avio, piazza Vittorio Emanuele III 45°44′05.82″N 10°56′27.81″E      | Costruita tra il 1820 e il 1850. |
|                  |         | Cappella di Santo Stefano                                                                        | XIX secolo                                          | Masi d'Avio 45°42′44.28″N 10°56′15.34″E                             | Costruita, assieme ad un edificio scolastico, per volontà di tal Arcadio Scudierio, tra il 1899 e il 1901. |
|                  |         |                                                                                                  |                                                     | Vò Sinistro 45°43′58.58″N 10°57′27.94″E                             | Cappella cimiteriale. |
| Chiese scomparse |         |                                                                                                  |                                                     |                                                                     | |
|                  |         | Chiesa dei Santi Rocco e Sebastiano                                                              | XVI secolo                                          | Avio                                                                | Costruita verso il 1521, e dotata di campanile nel 1575; venne demolita nel 1651 per far spazio alla nuova chiesa di Santa Maria Assunta (tranne il campanile, che passò alla chiesa nuova). |

## Comune di Besenello
| Esterno  | Interno | Nome                                                               | Periodo storico                                  | Ubicazione                                            | Informazioni |
| -------- | ------- | ------------------------------------------------------------------ | ------------------------------------------------ | ----------------------------------------------------- | --- |
|          |         | Chiesa di Sant'Agata                                               | Fondata XIII secolo, edificio odierno XVI secolo | Besenello, via De Gasperi 45°56′32.49″N 11°06′34.66″E | Parrocchiale. Edificata probabilmente intorno al 1205 sotto il dominio dei De Beseno, a servizio dei militari di castel Beseno; nel Cinquecento venne aggiunta una cappella laterale, che fu poi uno dei pochi elementi risparmiati dalla totale ricostruzione avvenuta durante il XVI secolo. Nel 1891 la chiesa venne allungata demolendo la vecchia facciata, della quale venne reimpiegato il portale. |
|          |         | Chiesa (o cappella) di Sant'Andrea                                 | XVII secolo                                      | Dietrobeseno 45°55′30.13″N 11°07′14.61″E              | Costruita nel 1640 o '49 da tal Andrea Fridel detto Portner. |
|          |         | Chiesa di San Giovanni Bosco                                       | XX secolo                                        | Compet, località al Dosso 45°55′41.28″N 11°07′18.65″E | Costruita nel 1939 a servizio degli abitanti di Compet, su un terreno donato da tal Giuseppe Martari. |
|          |         | Chiesa della Madonna del Rosario di Pompei                         | XX secolo                                        | Dietrobeseno 45°55′40.83″N 11°07′04.03″E              | Già parrocchiale di Dietrobeseno, costruita nel 1922-23. |
|          |         | Chiesa di Santa Marina                                             | Fondata XIII secolo                              | Besenello, via Trento 45°56′29.32″N 11°06′41.2″E      | Fondata probabilmente nel corso del Duecento e ampliata nel Quattrocento. |
|          |         | Chiesa della Santissima Trinità                                    | XX secolo                                        | Località Scanuppia 45°57′05.21″N 11°07′30.19″E        | Costruita nel 1957, al posto di un precedente luogo di culto che venne poi inglobato in un'abitazione privata. |
| Cappelle |         |                                                                    |                                                  |                                                       | |
|          |         | Cappella del Crocifisso                                            |                                                  | Besenello, via De Gasperi 45°56′33.86″N 11°06′32.55″E | Cappella cimiteriale, costruita nel 1920. |
|          |         | Cappella dell'Immacolata di Lourdes                                | XX secolo                                        | Besenello, via Trento 45°56′30.2″N 11°06′38.76″E      | Costruita nel 1924, come ringraziamento alla Vergine di Lourdes per aver risparmiato il paese dagli eventi della prima guerra mondiale. |
|          |         | Cappella della Madonna degli Anzelini, o della Madonna dei Gotardi | XX secolo                                        | Località Scanuppia 45°57′07.61″N 11°07′32.58″E        | Costruita verso il 1914 su iniziativa dei fratelli Giuseppe e Vigilio Anzelini, a servizio degli ospiti estivi di Scanuppia. |
|          |         | Cappella della Madonna del Carmelo                                 | XVIII secolo                                     | Besenello, via Roma 45°56′30.5″N 11°06′36.9″E         | Costruita tra il 1700 e il 1716; il portico era forse preesistente, e fungeva da porta d'accesso per la cittadina. |

## Comune di Brentonico
| Esterno                        | Interno | Nome                              | Periodo storico                                    | Ubicazione                                                              | Informazioni |
| ------------------------------ | ------- | --------------------------------- | -------------------------------------------------- | ----------------------------------------------------------------------- | --- |
|                                |         | Chiesa di Sant'Anna               | XVII secolo                                        | Saccone, via 24 Maggio 45°47′46.92″N 10°58′23.64″E                      | Parrocchiale. Costruita tra il 1668 e il 1689; nel 1864 venne aggiunto un oratorio. |
|                                |         | Chiesa di Sant'Antonio di Padova  | XVII secolo                                        | Lungo la strada tra Crosano e Molini di Ala 45°48′51.06″N 10°59′01.68″E | Costruita nel 1666-67. |
|                                |         | Chiesa di San Carlo Borromeo      | XVII secolo                                        | Sorne 45°48′28.6″N 10°57′11″E                                           | Eretta come oratorio nel 1615-16; nel Settecento venne aggiunta la sagrestia. |
|                                |         | Chiesa di San Clemente            | Citata XVI secolo                                  | Castione, via San Clemente 45°50′15.4″N 10°57′10.4″E                    | Parrocchiale. Documentata a partire dal 1537, è probabilmente più antica. Venne ricostruita tra il 1558 e il 1601. A seguito di danni subiti durante la prima guerra mondiale, vennero rifatti la sagrestia, la facciata e il campanile; con lo stesso intervento venne aggiunto anche un pronao, che crollò nel 1956. |
|                                |         | Chiesa di San Giacomo Maggiore    | Citata XVI secolo, edificio odierno XVII secolo    | San Giacomo 45°47′57.4″N 10°55′14.5″E                                   | Documentata nel 1595, anno in cui versava in stato di degrado; venne quindi ricostruita entro il 1656, con dedicazione ai santi Filippo e Giacomo. |
|                                |         | Chiesa della Madonna del Carmine  | XX secolo                                          | Corné, piazza Padre Ilario Dossi 45°48′30.4″N 10°58′14.5″E              | Parrocchiale. Costruita nel 1903-04 per sopperire all'aumento della popolazione locale. Nel 1948-51 venne aggiunto il campanile. |
|                                |         | Chiesa di Santa Maria Maddalena   | Citata XV secolo                                   | Prada, via Gardesani 45°48′04.01″N 10°57′26.46″E                        | Parrocchiale. Chiesa di epoca tardomedievale, attestata per la prima volta nel 1456; nella prima metà del XVI secolo venne dotata di sagrestia, e nel 1828 venne sottoposta ad alcuni lavori di ampliamento. |
|                                |         | Chiesa di San Matteo              | XX secolo                                          | Polsa, via Monte Baldo 45°46′59.53″N 10°56′30.1″E                       | Costruita nel 1973-80 per volontà dei fratelli Galassi, fondatori del villaggio turistico di Polsa. |
|                                |         | Chiesa della Natività di Maria    | XVII secolo                                        | Cazzano, via Umberto I 45°49′01.6″N 10°58′10.81″E                       | Costruita nel 1612, apparentemente attorno ad una preesistente edicola votiva che era dedicata alla Madonna delle Grazie. La prima intitolazione della chiesa non è documentata; dal 1718 è dedicata a Santa Maria del Frassino, e dal 1762 alla Natività di Maria. Nel 1893 venne dotata di sagrestia. |
|                                |         | Chiesa dei Santi Pietro e Paolo   | Fondata VIII-X secolo, edificio odierno XVI secolo | Brentonico, via Roma 45°49′00.4″N 10°57′17″E                            | Parrocchiale. Antica chiesa pievana della frazione di Vigo, citata per la prima volta nel 1145 ma risalente ad un periodo compreso tra il VIII e il X secolo, cui risale la cripta tuttora esistente. Questo edificio venne ricostruito in forme romaniche nel XIII secolo, e poi riedificato una seconda volta tra il 1583 e il 1593.. |
|                                |         | Chiesa di San Rocco               | Fondata XVI secolo, edificio odierno XVII secolo   | Brentonico, via San Rocco 45°49′12.2″N 10°57′32.5″E                     | Una prima chiesa venne edificata forse verso il 1502 (ma nel 1549 risultava ancora incompleta); venne ricostruita nel 1630 come ex voto dopo la peste del 1630, e nel 1768 venne aggiunto il campanile. |
|                                |         | Chiesa di San Romedio             | XVII secolo                                        | Località Fontechel, via Ottone Brentari 45°48′59.6″N 10°56′54.1″E       | Costruita tra il 1630 e il 1650. |
|                                |         | Chiesa di San Valentino           | XX secolo                                          | San Valentino, via de la Pizzagrola 45°46′55.56″N 10°54′42.99″E         | Costruita nel 1968. |
|                                |         | Chiesa di San Zeno                | Citata XIII secolo, edificio odierno XVIII secolo  | Crosano, via San Zenone 45°49′13.13″N 10°58′34.62″E                     | Parrocchiale. Documentata per la prima volta nel 1285, venne rimaneggiata nel 1530-32 (con l'ingraadimento della canonica) e verso il 1601 (ampliamento, e costruzione del campanile). L'interno edificio venne riedificato tra il 1729 e il 1737. |
| Cappelle                       |         |                                   |                                                    |                                                                         | |
|                                |         | Cappella di San Rocco             | XVII secolo                                        | Castione 45°50′11.97″N 10°57′29.26″E                                    | Costruita entro il 1685, come ex voto a san Rocco a seguito della peste del 1630; dopo il 1855 venne costruito il coro, come ulteriore ex voto poiché il paese venne risparmiato dall'epidemia di colera di quell'anno; un terzo ampliamento seguì nel 1945-47, di nuovo come ex voto, stavolta perché il paese venne preservato dagli ultimi scontri della seconda guerra mondiale. |
|                                |         |                                   | XIX secolo                                         | Crosano 45°49′15.47″N 10°58′39.57″E                                     | Cappella cimiteriale. Edificata nel 1895 per volontà di un tal Bortolo Giovanazzi, come cappella funeraria per sé e per i sacerdoti locali. |
|                                |         |                                   |                                                    | Prada 45°47′55.72″N 10°57′22.36″E                                       | Cappella cimiteriale. |
| Chiese sconsacrate o scomparse |         |                                   |                                                    |                                                                         | |
|                                |         | Chiesa di San Bartolomeo          | XVII-XVIII secolo                                  | Brentonico, via Mantova 45°48′59.53″N 10°57′16.45″E                     | La struttura odierna sorse come oratorio della confraternita dell'Immacolata nel 1650 o 1750, sul sito di una chiesa più antica dedicata a san Bartolomeo. L'edificio ebbe vita travagliata: sequestrato dal governo nel 1807-11, dal 1830 venne adibito a filanda; cessata questa attività venne venduta all'asta, e l'allora parroco don Pietro Casetti ne approfittò per acquistarla, restaurarla e riconsacrarla, perché fungesse da sede per la confraternita dei figli e delle figlie del Sacro Cuore di Gesù, oltre che come punto d'incontro per le processioni delle quarantore. Caduta velocemente in abbandono, venne recuperata nel 1898 da don Giacomo Riolfatti, che la fece nuovamente restaurare nel 1900-02, intitolandola a san Bartolomeo in memoria della chiesa di Fano, la cui pala d'altare venne qui trasferita. La prima guerra mondiale e altri avvenimenti comunque portarono nuovamente alla sconsacrazione della chiesa, che ad oggi è adibita ad officina meccanica. |
|                                |         | Chiesa di San Bartolomeo          | Esistente nel XVII secolo                          | Fano                                                                    | Chiesa del paese di Fano; venne distrutta da una frana nel 1648, assieme a tutta la frazione; venne recuperata solo la pala d'altare, oggi conservata nella chiesa dei Santi Pietro e Paolo. |
|                                |         | Chiesa di Santa Caterina da Siena |                                                    | Presso il castello di Dosso Maggiore                                    | La data di costruzione è ignota, ma sicuramente venne fatta erigere dai Castelbarco; una volta caduto in rovina il vicino castello, anche la chiesa venne abbandonata, e all'inizio dell'Ottocento era già sfasciata. I ruderi vennero atterrati nel 1825, e sul luogo venne eretta una croce in pietra commemorativa. |
|                                |         | Chiesa di San Matteo              | Citata XVI secolo                                  | Corné, piazza Padre Ilario Dossi 45°48′31.5″N 10°58′16.2″E              | Una chiesetta medievale è documentata nel 1525; essa venne riedificata nel 1535 e subì importanti ampliamenti anche nel 1737; ora è sconsacrata. |

## Comune di Calliano
| Esterno  | Interno | Nome                                  | Periodo storico                                  | Ubicazione                                              | Informazioni |
| -------- | ------- | ------------------------------------- | ------------------------------------------------ | ------------------------------------------------------- | --- |
|          |         | Chiesa dei Santi Fabiano e Sebastiano | XV secolo                                        | Calliano, via III Novembre 45°56′01.11″N 11°05′40.02″E  | Costruita verso il 1480, a spese dei coniugi Giacomo e Maddalena Tanner. È stata rimaneggiata varie volte in seguito; si ricordano in particolare gli interventi della fine del Settecento (quando la chiesa venne chiusa al culto prima di essere restaurata) e nel 1951 (riparazioni di danni causati da un bombardamento americano). |
|          |         | Chiesa di San Lorenzo                 | Fondata XV secolo, edificio odierno XVIII secolo | Calliano, via Valentini 45°56′06.6″N 11°05′41.1″E       | Parrocchiale. Una prima cappella venne costruita per volontà di Sigismondo d'Austria tra il 1492 e il 1500, come ringraziamento per aver vinto la battaglia di Calliano del 1487. Questo edificio venne sostanzialmente ricostruito nel 1570-80, e dotato di campanile nel 1641-45. La chiesa venne riedificata una seconda volta nel 1723-25 perché troppo piccola; il nuovo campanile venne portato a termine nel 1777. Nel 1832 venne rifatta la facciata, e nel 1873-74 vennero aggiunti degli ambienti ad uso di sagrestia. L'edificio venne danneggiato durante entrambi i conflitti mondiali.. |
| Cappelle |         |                                       |                                                  |                                                         | |
|          |         | Cappella della Santa Croce            | XIX secolo                                       | Calliano, via Castel Beseno 45°56′15.03″N 11°05′55.68″E | Cappella cimiteriale, costruita nel 1882. |

## Comune di Isera
| Esterno                        | Interno | Nome                                    | Periodo storico                                   | Ubicazione                                              | Informazioni |
| ------------------------------ | ------- | --------------------------------------- | ------------------------------------------------- | ------------------------------------------------------- | --- |
|                                |         | Chiesa di Sant'Anna                     | Fondata XV secolo, edificio odierno XVIII secolo  | Reviano, via Gasperini 45°53′28.94″N 11°00′24.13″E      | La chiesa originale, che sorse durante il XV secolo, venne riedificata entro il 1537. Tra il 1708 e il 1735 l'edificio venne interamente rifatto ad eccezione dell'abside. |
|                                |         | Chiesa dei Santi Innocenti              | XV secolo                                         | Patone, via Roma 45°54′07.89″N 11°00′00.68″E            | Parrocchiale. Menzionata per la prima volta nel 1523, la chiesa venne costruita probabilmente nel XV secolo; la dedicazione originale era a san Vittore, cambiata poi in favore dei santi Innocenti entro il 1581. Nel 1670-75 la chiesa venne allungata sacrificando il vecchio presbiterio; un ulteriore ingrandimento verso nord si ebbe nel 1766. |
|                                |         | Chiesa di San Martino                   | Citata XV secolo, edificio odierno XVIII secolo   | Lenzima, piazza San Martino 45°52′42.49″N 10°59′33.94″E | Parrocchiale. Citata nel 1482, ma alcuni studi suggeriscono un'origine anteriore fino al XIII secolo. L'edificio pressoché totalmente ricostruito nel 1764-67, conservando solo il presbiterio originale. Nel 1909-12 la navata venne allungata di una campata, comportando la ricostruzione della facciata (di quella vecchia venne reimpiegato il portale). Nel 1921-25 venne aggiunta la cappella laterale della Madonna di Lourdes. |
|                                |         | Chiesa di San Pancrazio                 | Fondata XVI secolo, edificio odierno XVIII secolo | Marano, via Fabio Filzi 45°53′48.05″N 11°00′50.75″E     | Parrocchiale. Il primo edificio venne costruito forse all'inizio del XVI secolo, un po' più a nord dell'attuale, vicino al rio di San Rocco, ed è citato nel 1537. Questa struttura era gravemente degradata all'inizio del Seicento, e venne quindi ricostruita nel 1610-19. La chiesa risulta di nuovo in pessime condizioni verso il 1700. Essa viene quindi abbattuta e, entro il 1728, viene eretta la chiesa odierna; di questa vennero poi ricostruiti l'abside, il presbiterio e la sagrestia nel 1865-67, e nel 1909-10 viene ampliata la navata rifacendo la facciata. |
|                                |         | Chiesa di San Rocco                     | XV secolo                                         | Folaso, via Carpené 45°53′12.65″N 11°00′04.78″E         | Citata per la prima volta nel 1537, venne costruita probabilmente durante il XV secolo. Intorno al 1682 l'edificio venne ampliato, se non addirittura ricostruito; un secondo ampliamento, che comportò tra l'altro il rifacimento della facciata, si ebbe nel 1750-68. |
|                                |         | Chiesa di San Rocco                     | Fondata XIX secolo, edificio odierno XX secolo    | Presso Lenzima 45°52′33.7″N 10°59′37.1″E                | Costruita nel 1861-63 a scioglimento di un voto fatto in occasione delle epidemie di colera del 1835 e del 1853. La cappella venne fatta saltare in aria con una carica di esplosivo da soldati austriaci durante la prima guerra mondiale, e venne ricostruita a conflitto concluso, nel 1922; nel 1959 venne aggiunto il portico. |
|                                |         | Chiesa di San Vincenzo                  | Fondata XII secolo, edificio odierno XVII secolo  | Isera, piazza San Vincenzo 45°53′07.5″N 11°00′34.14″E   | Parrocchiale. Una prima cappella sul luogo sorse probabilmente nel XII secolo, e venne dotata di campanile nel XIII secolo; nel 1309 si ha la prima citazione documentale dell'edificio. Il campanile venne ingrandito, assumendo le forme attuali, tra il 1601 e il 1605; tra il 1655 e il 1683 venne invece ricostruita la chiesa, che versava in stato di degrado. Nei secoli successivi la struttura è oggetto di restauri e interventi di lieve entità, con l'eccezione della costruzione del coro in controfacciata nel 1802.                                              |
| Cappelle                       |         |                                         |                                                   |                                                         | |
|                                |         | Cappella di Santa Barbara               | XV secolo                                         | Isera, piazza San Vincenzo 45°53′06.63″N 11°00′34.5″E   | Costruita probabilmente nella seconda metà del XV secolo, la prima citazione risale al 1537. |
|                                |         | Cappella della Madonna                  |                                                   | Presso il rifugio Biaena 45°53′02.19″N 10°58′15.19″E    | |
|                                |         | Cappella della Madonna Immacolata       | XX secolo                                         | Patone, via Belvedere 45°54′15.1″N 11°00′01.2″E         | Edificata nel 1921. |
|                                |         | Cappella dei caduti, o chiesetta alpina | XX secolo                                         | Bordala 45°54′48.56″N 10°59′24.36″E                     | Costruita nel 1964 su iniziativa dell'ANA di Isera in memoria dei caduti in montagna. |
|                                |         |                                         |                                                   | Isera, località Agro 45°53′20.1″N 11°00′45.3″E          | Cappella cimiteriale. |
| Chiese sconsacrate o scomparse |         |                                         |                                                   |                                                         | |
|                                |         | Chiesa della Sacra Famiglia             | XX secolo                                         | Lenzima, piazza San Martino 45°52′42.49″N 10°59′33.94″E | Chiesa dell'istituto Villa Maria della Misericordia, gestita dalle piccole suore della Sacra Famiglia; tutto il complesso venne costruito nel 1951-52 dopo che le strutture precedenti erano state devastate dai bombardamenti nella prima guerra mondiale; la struttura è stata chiusa nel 2017, e la sede spostata a Calliano. |

## Comune di Mori
| Esterno                        | Interno | Nome                                                                              | Periodo storico                                       | Ubicazione                                                          | Informazioni |
| ------------------------------ | ------- | --------------------------------------------------------------------------------- | ----------------------------------------------------- | ------------------------------------------------------------------- | --- |
|                                |         | Chiesa di Sant'Agata                                                              | Fondata X-XI secolo                                   | Corniano 45°52′10.5″N 10°57′40.9″E                                  | La chiesa, che risulta la più antica tuttora agibile nell'intera valle, venne costruita nel tra il X e il XI secolo; venne ristrutturata nel Trecento e ampliata, raggiungendo le forme attuali, nel Quattrocento. |
|                                |         | Chiesa di Sant'Agnese                                                             | Citata XVI secolo                                     | Tierno, via Sant'Agnese 45°50′43.4″N 10°58′38.3″E                   | La prima citazione di quella che allora era una cappella risale al 1537; l'edificio viene restaurato più volte a partire dalla seconda metà dell'Ottocento. |
|                                |         | Chiesa di Sant'Anna                                                               | Documentata XVI secolo                                | Valle San Felice, via Sant'Anna 45°52′06.6″N 10°56′03.9″E           | Costruita certamente prima del 1561. A metà Novecento l'edificio era abbandonato da anni e in parte interrato: alla situazione venne posto rimedio, tra il 1948 e il 1950, dalla popolazione locale, che la risistemarono e riaprirono al culto. |
|                                |         | Santuario dell'Annunciazione della Beata Maria Vergine, o santuario di Montalbano | XVI secolo                                            | Località Montalbano 45°51′21.2″N 10°58′50.2″E                       | Costruito nel 1556 presso il luogo dove sorgeva l'antico Castel Albano, e ampliato nel 1755-60. |
|                                |         | Chiesa di Sant'Antonio                                                            | Citata XVI secolo, edificio odierno XVII secolo       | Manzano, via Corgnano 45°51′57.1″N 10°57′15.11″E                    | Parrocchiale. Una cappella sul luogo è citata nel 1537, e venne ampliata o ricostruita assumendo le forme attuali entro il 1641. Nel 1917 venne bombardata, e uno degli altari andò distrutto. |
|                                |         | Chiesa di Sant'Antonio Abate                                                      | Citata XVI secolo, edificio odierno XIX secolo        | Sano 45°50′47.94″N 10°57′05.02″E                                    | Una prima chiesa è citata a partire dal 1580; l'edificio venne riedificato entro il 1891, mantenendo, di quello precedente, solo la cappella laterale e la cuspide del campanile. |
|                                |         | Chiesa di Sant'Apollonia                                                          | XVII secolo                                           | Presso Manzano 45°51′42.62″N 10°57′20.7″E                           | Costruita entro il 1646 per volontà del nobile locale Paolo Vettori, viene citata per la prima volta nel 1683. |
|                                |         | Chiesa di San Bernardino da Siena                                                 | Citata XVI secolo, edificio odierno XIX secolo        | Ravazzone 45°51′45.7″N 10°59′36.3″E                                 | Una prima chiesa è documentata durante il XVI secolo, leggermente più a nord dell'attuale; un evento calamitoso (frana o alluvione) costrinse a ricostruirla nel luogo attuale nel 1833-36, riadattando una preesistente ad uso agricolo. |
|                                |         | Chiesa dei Santi Fabiano e Sebastiano                                             | XVI secolo                                            | Varano 45°52′53.27″N 10°56′13.86″E                                  | Una prima cappella, citata nel 1537, venne costruita plausibilmente nei primi decenni del Cinquecento; nel corso del XVII secolo venne rialzata la navata, ed entro il 1728 venne costruita una sagrestia. |
|                                |         | Chiesa dei Santi Felice e Fortunato                                               | Fondata VIII-X secolo                                 | Valle San Felice 45°52′03.46″N 10°56′21.79″E                        | Parrocchiale. Un primo edificio di culto sorse sul luogo già nell'alto medioevo. All'epoca della prima citazione pervenutaci, del 1210, l'edificio era probabilmente appena stato ricostruito; una seconda riedificazione ebbe luogo tra il 1522 e il 1583. Vari lavori di minore entità vennero intrapresi verso il 1620, seguiti, nel 1665, dall'ampliamento dell'abside. La chiesa venne profanata e spogliata delle truppe di Vendôme durante l'invasione del Trentino del 1703. Tra il 1709 e il 1717 venne aggiunta una cappella laterale dedicata a san Felice, mentre nel 1845 venne demolito il campanile duecentesco, che era pericolante. Nel 1860-62 venne inserita un'altra cappella laterale, e 1913-14 venne cominciato il nuovo campanile (che sorge staccato dalla chiesa), ma i lavori vennero interrotti dalla guerra (durante la quale diverse bombe danneggiarono la chiesa in più punti), e venne concluso solo nel 1931. |
|                                |         | Chiesa dei Santi Filippo e Giacomo                                                | Citata XVI secolo, edificio odierno XIX secolo        | Pannone, via Gresta 45°52′39.8″N 10°56′05.71″E                      | Parrocchiale. Un primo edificio (non più esistente), situato al centro del paese, è documentato nel 1537 e venne ampliato oppure ricostruito verso il 1579; nel 1853-66 venne costruita la chiesa attuale. Il paese di Pannone si trovò sulla linea del fronte durante la prima guerra mondiale e la chiesa subì gravi danni, in particolare il crollo della volta del presbiterio, venendo ricostruita dopo il conflitto. |
|                                |         | Chiesa della Madonna della Corona                                                 | XVIII secolo                                          | Tierno, via della Cooperazione 45°50′54.1″N 10°58′42.57″E           | Costruita nei primi anni del Settecento; la chiesetta venne danneggiata (e poi restaurata) durante eventi bellici sia nel XIX secolo, sia nel XX secolo. |
|                                |         | Chiesa di San Marco                                                               | XV secolo                                             | Tierno, località San Marco 45°50′39.2″N 10°59′08″E                  | Menzionata per la prima volta nel 1537, la chiesa risale al XV secolo e consisteva del solo attuale presbiterio; venne ampliata nelle forme attuali durante il XVII secolo con l'aggiunta della navata. Il campanile venne aggiunto in seguito, entro il XIX secolo. |
|                                |         | Chiesa di Santa Maria in Binde                                                    | Fondata X secolo, edificio odierno XX secolo          | Mori, piazza Santa Maria ab Indis 45°51′20.57″N 10°58′04.41″E       | Un'antica chiesa dedicata a Santa Maria, della quale resta solo il campanile, sorse vicino a quella odierna verso il X secolo, al posto di un preesistente tempio pagano; questa venne demolita e ricostruita nel 1880 e, gravemente danneggiata da un'alluvione, venne riedificata ancora nel 1904. |
|                                |         | Chiesa di San Martino                                                             | XIII secolo                                           | Nomesino, piazzetta Monte Corno 45°51′55.2″N 10°57′47.9″E           | Una prima chiesetta, corrispondente all'odierno presbiterio, esisteva certamente nel primo quarto del Duecento, ed è citata nel 1220; le tre navate vennero aggiunte verso il 1523, seguite dalla sagrestia. |
|                                |         | Chiesa del Nome di Maria                                                          | Documentata XVIII secolo, edificio odierno XIX secolo | Loppio 45°51′22.02″N 10°55′42.47″E                                  | Una chiesa dedicata alla Madonna è documentata sul luogo nel 1788 (anno in cui vi fu traslata l'arca di Aldrighetto Castelbarco); l'edificio venne ricostruito nel 1818 su commissione del conte Cesare Pompeo di Castelbarco Visconti, per fungere da cappella privata della vicina villa di famiglia. Nel 1856 venne dotata di campanile, il quale subì poi gravi danni durante la prima guerra mondiale. Nel 1920 venne costruito il porticato di collegamento tra la chiesa e il campanile. |
|                                |         | Chiesa della Presentazione di Maria                                               | Documentata IX-X secolo, edificio odierno XIX secolo  | Besagno, via San Zenone 45°50′19.1″N 10°58′14.5″E                   | Parrocchiale. Una prima chiesa, dedicata a san Zenone, venne costruita forse nel IX o X secolo, sopra un preesistente edificio romano; la prima citazione di una chiesa a Besagno è però solo del 1632. Nel 1864-66 l'edificio, ritenuto troppo piccolo, venne riedificato, e nel 1880 venne cambiata l'intitolazione, dedicando la chiesa alla presentazione di Maria. |
|                                |         | Chiesa dei Santi Quaranta Martiri                                                 | XVIII secolo                                          | Molina, via Roma 45°51′20.3″N 10°59′15″E                            | Costruita nella prima metà del XVIII secolo come cappella privata della famiglia Delaiti, venne destinata ad uso della popolazione locale ed ingrandita nel 1853. Venne significativamente danneggiata durante la prima guerra mondiale; seguì il restauro e, nel 1925, venne aggiunto il campanile a vela. |
|                                |         | Chiesa di San Rocco                                                               | XVI secolo                                            | Pannone, località Castellano 45°52′44.77″N 10°55′24.69″E            | Costruita nel 1535, consisteva all'epoca solo dell'odierno presbiterio; venne ampliata assumendo le forme attuali forse nel XVIII secolo. |
|                                |         | Chiesa del Santissimo Sacramento                                                  | XVIII secolo                                          | Mori, viale Cesare Viesi 45°51′05.03″N 10°58′36.36″E                | Costruita nel 1708. |
|                                |         | Chiesa di Santo Stefano                                                           | Documentata XII secolo, edificio odierno XVII secolo  | Mori, viale Cesare Viesi 45°51′05.57″N 10°58′38.8″E                 | Parrocchiale. Antica chiesa pievana, è documentata durante l'episcopato di Altemanno (1124-1149). Venne ricostruita tra il 1611 e il 1618, e nel 1733 venne ampliato ulteriormente il presbiterio. L'edificio venne ingrandito ancora tra il 1872 e il 1892, costruendo l'avancorpo davanti alla facciata, la sagrestia e la cantoria. Durante la prima guerra mondiale la chiesa venne danneggiata e crollò parte della volta della navata, riparata nel 1920. |
|                                |         | Chiesa di San Tomaso, o di San Tomè                                               | XII-XIII secolo                                       | Località Fossà 45°52′50.42″N 10°54′10.42″E                          | Costruita probabilmente tra il XII e il XIII secolo, su un luogo adibito a cimitero già dal VII-VIII secolo; la prima citazione della chiesa si ha soltanto nel 1709. Dopo essere stata danneggiata durante la prima guerra mondiale, venne abbandonata e cadde in uno stato di grave degrado a cui venne posto rimedio tra il 1992 e il 1997, grazie all'intervento del gruppo ANA di Mori. |
| Cappelle                       |         |                                                                                   |                                                       |                                                                     | |
|                                |         | Cappella dell'Immacolata                                                          | XIX secolo                                            | Presso Pannone 45°52′25.03″N 10°55′49.57″E                          | Costruita nel 1887 al posto di un'antica edicola votiva, che in quell'anno risultava ormai cadente. |
|                                |         | Cappella del Redentore                                                            | Documentata XIX secolo                                | Mori 45°51′00.67″N 10°58′33.38″E                                    | Cappella cimiteriale, documentata nel 1836, anno in cui venne ampliata, e poi ricostruita nel 1884. |
|                                |         | Cappella di San Rocco                                                             | Fondata XIX secolo, edificio odierno XX secolo        | Nomesino, via Monte Faè 45°52′00.1″N 10°57′59.2″E                   | Una prima cappella venne eretta nel 1856 come ringraziamento a san Rocco per aver risparmiato il paese di Nomesino da un'epidemia; questa venne distrutta nel 1915, durante la prima guerra mondiale, e riedificata nel 1926. |
|                                |         |                                                                                   |                                                       | Besagno 45°50′21.54″N 10°58′12.43″E                                 | Cappella cimiteriale. |
| Chiese sconsacrate o scomparse |         |                                                                                   |                                                       |                                                                     | |
|                                |         | Chiesa di Sant'Andrea                                                             | Citata XII secolo                                     | Isola di Sant'Andrea nel lago di Loppio 45°51′54.52″N 10°55′02.02″E | Antica chiesa romanica, citata per la prima volta nel 1171, e per l'ultima volta nel 1651; caduta in rovina, ora non ne restano che poche tracce. |
|                                |         | Chiesa (o cappella) di Sant'Antonio                                               | XVII secolo                                           | Località Sant'Antonio 45°51′19.29″N 10°56′23.28″E                   | Edificata nel 1666 per desiderio del conte Francesco Castelbarco, assieme ad altre due cappelle analoghe; gravemente danneggiata durante la guerra, è successivamente caduta in rovina. |
|                                |         | Chiesa di San Biagio                                                              | XI secolo                                             | Molina, via San Biagio 45°51′09.7″N 10°59′29.71″E                   | Fondata verso la metà dell'XI secolo, nel XII e XIII secolo venne aggiunta una navata a nord e venne eretto il campanile. Tra il XV e il XVI secolo le absidi vennero murate (quella meridionale venne riconvertita in sagrestia) e venne modificato l'orientamento della struttura. Dalla fine del XVIII secolo la chiesa venne pian piano abbandonata in favore della chiesa dei Santi Quaranta Martiri, situata in centro al paese; venne gravemente danneggiata dai colpi dell'artiglieria italiana durante la prima guerra mondiale, e poi venne quasi totalmente distrutta da un bombardamento aereo alleato nel 1944. Dell'edificio sopravvive ora quasi soltanto il campanile. |
|                                |         | Cappella di San Rocco                                                             | XVII secolo                                           | Lungo la SS240 tra Mori e Loppio 45°51′15.9″N 10°57′08.4″E          | Eretta, come la gemella chiesetta di Sant'Antonio, nel 1666 per volere di Francesco Castelbarco, ne ha seguito il medesimo destino. |

## Comune di Nogaredo
| Esterno  | Interno | Nome                             | Periodo storico                                    | Ubicazione                                                 | Informazioni |
| -------- | ------- | -------------------------------- | -------------------------------------------------- | ---------------------------------------------------------- | --- |
|          |         | Chiesa di San Leonardo           | XVIII secolo                                       | Nogaredo, via dei Colli 45°54′43.55″N 11°01′19.7″E         | Parrocchiale. L'edificio nacque nel 1728 come cappella privata dei conti Pedroni, e corrispondeva alla prima campata della struttura odierna; intorno alla metà del Settecento la cappella venne donata al comune di Nogaredo e cominciò ad essere frequentata dagli abitanti. Nel 1946 venne ampliata con l'aggiunta del corpo rettangolare posteriore come ringraziamento per la fine della seconda guerra mondiale, e dal 1968 venne designata sede parrocchiale. |
|          |         | Chiesa di Santa Lucia            | Fondata XIV secolo, edificio odierno XVII secolo   | Santa Lucia, via dei Tigli 45°54′54.24″N 11°01′32.94″E     | La primitiva chiesa sorse probabilmente durante il Trecento; essa venne ricostruita entro il 1608, e successivamente ampliata con l'aggiunta della navata e l'innalzamento del presbiterio tra il 1693 e il 1744. La facciata venne in parte ricostruita verso il 1828, per via dei danni causati da un fulmine. |
|          |         | Chiesa di San Matteo             | Fondata XVII secolo, edificio odierno XIX secolo   | Sasso, via San Matteo 45°54′15.23″N 11°00′50.35″E          | La chiesa venne probabilmente costruita tra il 1619 e il 1636, anno in cui viene citata per la prima volta; tra il 1680 e il 1683 venne riedificata. Nel 1830-39 viene ampliata per poi essere ricostruita l'ennesima e ultima volta nel 1894-96. |
|          |         | Chiesa di San Valentino          | Fondata XVII secolo, edificio odierno XVIII secolo | Noarna, via Castel Nuovo 45°54′40.22″N 11°00′46.1″E        | Parrocchiale. Analogamente alla chiesa di Sasso, anche questa è citata per la prima volta nel 1636 e venne forse costruita tra il 1619 e questa data. L'edificio venne riedificato tra il 1708 e il 1728, e poi ampliato nel 1859-62 con l'aggiunta di una cappella laterale dedicata ai santi Rocco e Sebastiano, come segno di ringraziamento poiché il paese venne risparmiato dall'epidemia di colera del 1855. |
|          |         | Chiesa della Beata Vergine Maria | Citata XIII secolo                                 | Brancolino, via Colli 45°54′04.26″N 11°01′14.04″E          | Una prima chiesa venne costruita probabilmente nella prima metà del Duecento, comunque entro il 1240, data in cui è citata per la prima volta; a inizio Cinquecento venne affiancata dalla casa di un custode che, nel 1505-10, per volontà della contessa Veronica Lodron, venne espansa e trasformata in convento affidato ai frati minori conventuali (il quale sarà attivo fino circa al 1854); seguì, entro il 1514, l'ingrandimento della cappella stessa che assunse l'impianto attuale. Nel 1640-52 venne aggiunta la cappella laterale dedicata a sant'Antonio, e nel 1930-39 venne sopraelevato il campanile. |
| Cappelle |         |                                  |                                                    |                                                            | |
|          |         | Cappella del Crocifisso          | XX secolo                                          | Brancolino, via per Brancolino 45°54′10.76″N 11°01′23.85″E | Cappella cimiteriale, costruita nel 1930. |

## Comune di Nomi
| Esterno | Interno | Nome                                    | Periodo storico                                | Ubicazione                                 | Informazioni |
| ------- | ------- | --------------------------------------- | ---------------------------------------------- | ------------------------------------------ | --- |
|         |         | Chiesa della Madonna della Consolazione | Citata XII secolo, edificio odierno XIX secolo | Nomi, via Roma 45°55′45.2″N 11°04′17.7″E   | Parrocchiale. Una prima chiesa, dedicata a san Zenone, venne costruita entro 1188, quando viene citata per la prima volta (anche se la documentazione è incerta); questo primo edificio venne forse riedificato tra il 1450 e il 1537, e poi ampliato nel 1650-83. Nel 1858-69 la chiesa, ormai piccola e degradata, venne abbattuta e ricostruita nuovamente; nel corso di tutto il Novecento si registrano poi diversi interventi di restauro, riparazione e consolidamento della struttura. |
|         |         | Chiesa di San Pietro                    | XIV secolo                                     | Nomi, via Busio 45°55′43.7″N 11°04′41.8″E  | Chiesa cimiteriale, costruita probabilmente durante il XIV secolo e ampliata verso il 1636, anno in cui si ha la prima citazione documentale. |
|         |         | Chiesa del Sacro Cuore di Gesù          | XX secolo                                      | Nomi, via Roma 45°55′41.43″N 11°04′39.07″E | Chiesa della casa di cura "Opera Romani", costruita nel 1963. |

## Comune di Pomarolo
| Esterno  | Interno | Nome                               | Periodo storico                                   | Ubicazione                                                                      | Informazioni |
| -------- | ------- | ---------------------------------- | ------------------------------------------------- | ------------------------------------------------------------------------------- | --- |
|          |         | Chiesa dell'Annunciazione di Maria | XVII secolo                                       | Savignano 45°56′17.4″N 11°03′20.93″E                                            | Parrocchiale. Una prima cappella venne costruita probabilmente all'inizio del Seicento, ed è citata nel 1636. Nel 1851-56 la struttura viene ampliata, e la cappella originaria viene convertita in presbiterio della nuova chiesa. |
|          |         | Chiesa di Sant'Antonio             | XIII secolo                                       | Lungo la strada tra Pomarolo e Savignano, via Basiano 45°56′00.1″N 11°02′55.5″E | Costruita come cappella probabilmente all'inizio del Duecento, nel Trecento venne affiancata da uno xenodochio. Tra il 1390 e il 1489 fu ampliata nelle forme attuali con la costruzione della navata e del campanile, e nella prima metà del XVIII secolo viene istituito a fianco un romitorio (probabilmente reimpiegando i locali dello xenodochio), che rimane attivo solo fino al 1775. |
|          |         | Chiesa di San Cristoforo           | Fondata XII secolo, edificio odierno XVIII secolo | Pomarolo, via San Cristoforo 45°55′36.18″N 11°02′43.72″E                        | Parrocchiale. Una prima cappella venne eretta nel corso del XII secolo ed è citata nel 1183; l'edificio venne fatto depredare e incendiare da Federico di Castelnuovo di Castelbarco nel 1234, e venne ricostruito probabilmente negli anni successivi. Tra il 1756 e il 1780 la chiesa venne riedificata assumendo le forme attuali; nel 1929 venne demolita la sagrestia, e l'anno dopo venne realizzata la facciata. La chiesa venne chiusa al culto nel 1973 in attesa di importanti lavori di restauro, che si effettuarono solo nel 1977-82. |
|          |         | Chiesa della Madonna de la Salette | XIX secolo                                        | Località isolata sopra Pomarolo 45°55′55.6″N 11°02′31.1″E                       | La costruzione cominciò nel 1865 per commemorare l'apparizione della Madonna di La Salette del 1846, ma si interruppe nel 1868 alla morte del principale promotore, Davide Gasperotti; l'edificio venne completato nel 1886-87 grazie ad un lascito di Teresa Vicentini Caracristi. |
|          |         | Chiesa di San Rocco                | XVII secolo                                       | Chiusole, via Remo Galvagni 45°55′34.3″N 11°03′20.2″E                           | Costruita nel 1632-36 per sostituire un precedente edificio di culto, malandato e situato in una posizione disagevole, non identificata; nel 1708 viene dotata di campanile, poi sopraelevato nel 1763. Nel 1876 viene rifatta la facciata. |
| Cappelle |         |                                    |                                                   |                                                                                 | |
|          |         | Cappella del Crocifisso            | XVIII secolo                                      | Pomarolo, via San Cristoforo 45°55′36.9″N 11°02′46.1″E                          | Cappella cimiteriale, costruita nel 1780. |
|          |         |                                    |                                                   | Savignano 45°56′17.9″N 11°03′07.4″E                                             | Cappella cimiteriale. |

## Comune di Ronzo-Chienis
| Esterno                        | Interno | Nome                                              | Periodo storico | Ubicazione                                              | Informazioni |
| ------------------------------ | ------- | ------------------------------------------------- | --------------- | ------------------------------------------------------- | --- |
|                                |         | Chiesa di Sant'Antonio di Padova                  | XVII secolo     | Località isolata 45°53′56.4″N 10°57′05.1″E              | La chiesa è attestata sin dal 1681; venne restaurata nel 1831 e, nella seconda metà del Novecento, venne realizzato il portico e rialzato o ricostruito il campanile.                                                              |
|                                |         | Chiesa di Santa Barbara                           | XX secolo       | Santa Barbara, via Monte Velo 45°53′47.2″N 10°56′30.5″E | Edificata tra il 1971 e il 1974, sul luogo di un accampamento militare austro-ungarico. |
|                                |         | Chiesa della Dedicazione di San Michele Arcangelo | XX secolo       | Ronzo-Chienis, via Teatro, 58 45°53′24.6″N 10°57′00.1″E | Parrocchiale. Costruita nel 1945-49 per sostituire la vecchia chiesa, adiacente e omonima, divenuta troppo piccola per la popolazione locale.                                                                                      |
| Cappelle                       |         |                                                   |                 |                                                         | |
|                                |         | Cappella del Crocifisso, o di Santa Croce         |                 | Ronzo-Chienis, via Longa 45°53′11.3″N 10°56′45.6″E      | |
|                                |         | Cappella dei Santi Rocco e Valentino              | XVIII secolo    | Ronzo-Chienis, via San Rocco 45°53′37.6″N 10°57′15.8″E  | Costruita nel corso del Settecento. |
| Chiese sconsacrate o scomparse |         |                                                   |                 |                                                         | |
|                                |         | Chiesa della Dedicazione di San Michele Arcangelo | XV secolo       | Ronzo-Chienis, via Teatro 45°53′24.14″N 10°56′59.48″E   | Documentata circa dal 1400, venne ampliata nel 1750 e poi ancora nel 1863-64; a seguito della costruzione della nuova parrocchiale omonima nel secondo dopoguerra è stata sconsacrata, e versa ora in condizioni di grave degrado. |

## Comune di Terragnolo
| Esterno  | Interno | Nome                                                                | Periodo storico                                   | Ubicazione                                                                 | Informazioni |
| -------- | ------- | ------------------------------------------------------------------- | ------------------------------------------------- | -------------------------------------------------------------------------- | --- |
|          |         | Chiesa di San Giuseppe                                              | Citata XVIII secolo                               | Località Masetto presso Geroli 45°51′38.02″N 11°10′19.87″E                 | Citata nel 1750; l'intero maso è di proprietà comunale dal 1998, e adibito a colonia estiva. |
|          |         | Chiesa dell'Immacolata                                              | XIX secolo                                        | Zoreri 45°51′58.53″N 11°11′04.88″E                                         | Costruita per iniziativa della popolazione locale tra il 1850 e il 1885; durante la prima guerra mondiale venne riconvertita in magazzino e macelleria militare. Ripristinata al culto dopo il conflitto, nel 1934-35 venne dotata di campanile. Venne eretta a parrocchiale nel 1944, ma la sede venne in seguito soppressa.                                              |
|          |         | Chiesa della Madonna del Buon Consiglio                             | XIX secolo                                        | Scottini 45°53′05.82″N 11°07′51.94″E                                       | Costruita tra il 1888 e il 1899 su iniziativa di tal Domenico Scottini; il campanile venne aggiunto nel 1931. |
|          |         | Chiesa della Madonna del Monte Carmelo, o della Madonna del Carmine | XVIII secolo                                      | Valduga 45°52′38.81″N 11°07′44.14″E                                        | Costruita nel 1769. |
|          |         | Chiesa della Madonna della Neve                                     | XX secolo                                         | Potrich 45°52′56.14″N 11°07′08.58″E                                        | Costruita nel 1902 e benedetta l'anno seguente, venne poi restaurata e ribenedetta nel 1926-27. |
|          |         | Chiesa di Santa Maria Maddalena                                     | Documentata XIV secolo                            | Località isolata presso la frazione di Camperi 45°52′34.73″N 11°09′45.87″E | La fondazione della chiesa, documentata con certezza nel XIV secolo, potrebbe risalire forse al XII-XIII secolo, e venne forse ricostruita intorno al 1631. Gravemente danneggiata durante la prima guerra mondiale, venne riparata e poi ampliata -demolendo l'abside originale- nel 1934 con l'aggiunta di una nuova navata e relativo presbiterio.                      |
|          |         | Chiesa di San Nicolò, o dei Santi Nicolò e Colombano                | Fondata XIV secolo, edificio odierno XVIII secolo | San Nicolò 45°52′16.34″N 11°05′52.41″E                                     | Citata per la prima volta nel 1470, venne fondata forse all'inizio del Trecento; venne ampliata o ricostruita verso il 1532, e poi riedificata una seconda volta intorno al 1780. |
|          |         | Chiesa dei Santi Pietro e Paolo                                     | Citata XIII secolo, edificio odierno XVII secolo  | Piazza, piazza don Lorenzo Guetti 45°52′42.8″N 11°09′07.12″E               | Parrocchiale. Citata per la prima volta nel 1242, venne ricostruita una prima volta tra il 1490 e il 1510, una seconda volta tra il 1538 e il 1559, e una terza volta tra il 1655 e il 1665; l'edificio venne poi ulteriormente rimaneggiato tra il 1770 e il 1810, e la navata laterale venne aggiunta nel 1885. Subì danni consistenti durante la prima guerra mondiale. |
|          |         | Chiesa degli Alpini                                                 | XX secolo                                         | Passo Borcola 45°49′56.24″N 11°12′08.03″E                                  | Costruita dal gruppo ANA di Terragnolo nell'estate del 1968. |
| Cappelle |         |                                                                     |                                                   |                                                                            | |
|          |         | Cappella di Sant'Antonio di Padova                                  | XX secolo                                         | Perini 45°52′42.1″N 11°06′23.42″E                                          | Costruita nel 1903 |
|          |         | Cappella della Madonna di Caravaggio                                | XX secolo                                         | Geroli 45°51′55.15″N 11°10′08.99″E                                         | Costruita dagli abitanti del paese nel 1925. |
|          |         | Cappella della Madonna della Neve e di San Luigi Gonzaga            | XVIII secolo                                      | Zencheri, località Zanari 45°52′52.56″N 11°09′32.79″E                      | Chiesetta privata, costruita nel 1740; san Luigi Gonzaga è cointestatario in seguito ad un restauro avvenuto nel XIX secolo. |
|          |         | Cappella di San Rocco                                               | XIX secolo                                        | Puechem 45°52′40.06″N 11°09′25.88″E                                        | Eretta nel 1855 dagli abitanti del posto, come ex voto per la liberazione dal colera che imperversava nella valle sin dal 1836; venne poi ampliata nel 1855, e quindi restaurata nel 1900. Rimasta gravemente danneggiata durante la battaglia degli Altipiani, venne riedificata, su progetto di Giovanni Tiella.                                                         |
|          |         | Cappella della Sacra Famiglia                                       | XIX secolo                                        | Zencheri 45°52′55.04″N 11°09′24.93″E                                       | Costruita nel 1832-34, per volontà testamentaria di un tal Giuseppe Zencher. |

## Comune di Trambileno
| Esterno          | Interno | Nome                                                                                       | Periodo storico                                     | Ubicazione                                                    | Informazioni |
| ---------------- | ------- | ------------------------------------------------------------------------------------------ | --------------------------------------------------- | ------------------------------------------------------------- | --- |
|                  |         | Chiesa di Sant'Antonio di Padova                                                           | Fondata XVII secolo, edificio odierno XIX secolo    | Pozzacchio 45°50′11.12″N 11°04′57.36″E                        | Costruita nel 1680 per volontà testamentaria di Giulia Betta dal Toldo; nel 1779 venne dotata di campanile e sagrestia, dopodiché l'edificio venne quasi interamente ricostruito verso il 1860. Durante la prima guerra mondiale, il paese venne occupato da militari italiani, che danneggiarono gravemente la chiesetta, poi riparata entro il 1934. |
|                  |         | Eremo di San Colombano                                                                     | XIII secolo                                         | Presso San Colombano 45°52′41.12″N 11°03′42.23″E              | Il sito era occupato da eremiti probabilmente già nel XIII secolo, epoca in cui vi venne costruita una prima cappellina, corrispondente all'odierno presbiterio; intorno al 1470 il luogo non era più romitaggio, bensì santuario. L'edificio venne ristrutturato e ampliato nel XVI secolo e poi ancora nel XVII secolo, con la probabile costruzione dell'attuale navata. Il luogo tornò ad essere un eremo solo dalla fine del Seicento fino alla fine del Settecento (quando venne soppresso dalle disposizioni giuseppine); in questo periodo, precisamente nel 1735, vennero edificati il campanile e l'abitazione. Il complesso venne adibito a posto di comando e pronto soccorso dagli austriaci durante la prima guerra mondiale, e venne danneggiato da un'esplosione durante la seconda, nel 1944, venendo poi riparato in entrambi i casi. |
|                  |         | Chiesa di San Giovanni Gualberto                                                           | XX secolo                                           | Presso il rifugio Vincenzo Lancia 45°49′40.02″N 11°08′40.74″E | Costruita negli anni 1960. |
|                  |         | Chiesa di San Giuseppe                                                                     | XIX secolo                                          | Boccaldo 45°51′26.14″N 11°05′12.62″E                          | Costruita nel 1869, venne ampliata nel 1954. |
|                  |         | Santuario della Madonna de La Salette                                                      | XIX secolo                                          | Moscheri 45°52′05.7″N 11°04′33.7″E                            | Una prima cappella venne costruita nel 1856-57, e venne ampliata già nel 1861-63. Durante la prima guerra mondiale la struttura venne risparmiata dai bombardamenti, ma venne depredata di tutti gli arredi e danneggiata dall'esercito austriaco. |
|                  |         | Chiesa di Santa Maria del Pasubio                                                          | XX secolo                                           | Monte Pasubio 45°47′38.17″N 11°11′02.76″E                     | Costruita nel 1961 per volontà di monsignor Francesco Galloni, cappellano degli Alpini del battaglione "Monte Suello", con la collaborazione dei reduci del battaglione "Monte Berico"; la struttura si trova a 2100 metri di altitudine, su un terreno donato dal comune di Vallarsa a quello di Schio, ma territorialmente facente parte di quello di Trambileno. |
|                  |         | Chiesa di San Mauro                                                                        | Citata XV secolo, edificio odierno XVIII secolo     | Moscheri 45°52′11.15″N 11°04′25.35″E                          | Parrocchiale. Citata per la prima volta nel 1468, questo edificio venne riedificato tra il 1551 e il 1567, e poi di nuovo verso il 1780. La chiesa subì vari danni a causa dei bombardamenti durante la prima guerra mondiale; le riparazioni, che comportarono anche la ricostruzione del campanile, vennero completata nel 1925. |
|                  |         | Chiesa dei Sette Dolori della Beata Maria Vergine                                          | XVII secolo                                         | Pozza 45°51′50.18″N 11°05′05.95″E                             | Costruita nel 1615. |
|                  |         | Chiesa della Santissima Trinità                                                            | Fondata XVI-XVII secolo, edificio odierno XX secolo | Porte, via Santissima Trinità 45°52′59.78″N 11°03′14.6″E      | Una prima chiesa sul luogo venne costruita tra il XVI e il XVII secolo; questa risultava cadente verso il 1681, anno in cui venne fatta ristrutturare da tal Giovanni Pizzini de Tyrberg, e un secondo restauro seguì nel 1780. L'edificio venne demolito dall'esercito austriaco durante la prima guerra mondiale, insieme con molte case del paese, perché si trovava sulla linea di tiro dell'artiglieria; venne ricostruito nel 1927-28, mantenendo forme e dimensioni della struttura precedente. |
|                  |         | Chiesa di San Valentino                                                                    | XIX secolo                                          | Vanza 45°51′16.7″N 11°04′42.35″E                              | Parrocchiale. Costruita dagli abitanti del posto nel 1851; nel 1898 venne aggiunta la sagrestia, e nel 1906-10 il campanile. |
|                  |         |                                                                                            | XXI secolo                                          | Località Pian del Levro 45°51′11.89″N 11°04′57.04″E           | Chiesa della comunità monastica "Fraternità di Gesù", costruita nel 2009. |
| Cappelle         |         |                                                                                            |                                                     |                                                               | |
|                  |         | Cappella (o chiesa) dei Sette Dolori della Beata Maria Vergine, o della Madonna Addolorata | XVIII secolo                                        | Località Pian del Levro 45°51′09.82″N 11°05′00.08″E           | Fatta costruire da Arcangelo Tabarini, proprietario del maso, nel 1704, in occasione dell'avvio al sacerdozio di suo figlio Antonio. Già nel 1750 la struttura era caduta in condizioni di degrado, e nel 1995 risultava sostanzialmente in rovina; in quell'anno venne donata alla parrocchia di Vanza di Trambileno, e venne restaurata e decorata. |
|                  |         | Cappella dei Santi Vigilio e Lucia                                                         | XX secolo                                           | Giazzera 45°51′16.77″N 11°05′53.5″E                           | Eretta nel 1914 |
| Chiese scomparse |         |                                                                                            |                                                     |                                                               | |
|                  |         | Chiesa di San Francesco Saverio                                                            | XIX secolo                                          | Toldo                                                         | Eretta nel 1856, al posto di un oratorio in casa privata settecentesco; danneggiata durante la prima guerra mondiale, venne riparata e riaperta al culto verso il 1928. Venne demolita nel 1965 per realizzare la nuova strada provinciale 50, che attraversa la frazione di Toldo. |

## Comune di Vallarsa
| Esterno          | Interno | Nome                                                      | Periodo storico                                   | Ubicazione                                                                                | Informazioni |
| ---------------- | ------- | --------------------------------------------------------- | ------------------------------------------------- | ----------------------------------------------------------------------------------------- | --- |
|                  |         | Chiesa di Sant'Anna                                       | XVIII secolo                                      | Sant'Anna 45°47′42.4″N 11°05′50.18″E                                                      | Parrocchiale. La struttura nacque come oratorio pubblico nel 1767; nel 1787 venne dotata di campanile e sagrestia, nel 1805 venne aggiunta una cappella laterale, e nel 1864 venne allungata la navata e costruita un'altra cappella laterale; durante la prima guerra mondiale la chiesa venne spogliata e adibita a stalla. |
|                  |         | Chiesa dell'Ausiliatrice                                  | XIX secolo                                        | Piano 45°46′23.14″N 11°08′02.44″E                                                         | Costruita nel 1886-87, e dotata nel 1893 del piccolo campanile. |
|                  |         | Chiesa dell'Ausiliatrice e di San Giuseppe                | XX secolo                                         | Anghebeni 45°47′40.6″N 11°06′20.82″E                                                      | La volontà di costruire una cappella ad Anghebeni era già presente dal 1830 circa, ma difficoltà economiche e poi lo scoppio della prima guerra mondiale lo resero possibile solo nel 1932-39. |
|                  |         | Chiesa della Sacra Famiglia                               | XIX secolo                                        | Aste 45°47′25.34″N 11°05′47.72″E                                                          | Costruita nel 1899. |
|                  |         | Chiesa di San Floriano                                    | Fondata XVIII secolo, edificio odierno XIX secolo | Riva 45°46′49.62″N 11°06′17.3″E                                                           | Parrocchiale. Una prima cappella venne costruita entro il 1750 per volontà di don Bartolomeo Riva; nel 1865-69 venne edificata la chiesa odierna adiacente alla prima cappella, che rimase fino alla demolizione nel 1896. La chiesa, dotata di campanile nel 1912, venne danneggiata durante la prima guerra mondiale, venendo in seguito riparata.                                                                                          |
|                  |         | Chiesa della Madonna Immacolata di Lourdes                | XVIII secolo                                      | Dosso 45°49′10.74″N 11°05′32.24″E                                                         | Costruita tra il 1736 e il 1743 dagli abitanti di Dosso, Zocchio e Valmorbia, dedicata in origine semplicemente a Santa Maria, poi alla Madonna della Corona. La chiesa subì gravissimi danni durante la prima guerra mondiale; venne riparata entro il 1928, e dal 1931 venne reintitolata alla Madonna Immacolata di Lourdes. |
|                  |         | Chiesa della Madonna della Neve                           | XIX secolo                                        | Obra, località Zendri 45°45′55.76″N 11°06′58.77″E                                         | Parrocchiale. Una prima cappella sorse verso nel 1867; gravemente danneggiata durante la prima guerra mondiale, venne riparata e anche ampliata entro il 1924. |
|                  |         | Chiesa della Natività di Maria                            | XIX secolo                                        | Valmorbia, via Fabio Filzi 45°49′06.52″N 11°05′29.85″E                                    | Parrocchiale. Costruita nel 1855-58 per sostituire la chiesa di Dosso, ormai divenuta piccola; nel 1894 venne aggiunta una cappella laterale. La chiesa subì gravissimi danni durante la prima guerra mondiale -venne colpita da bombe e scoppiò anche un incendio al suo interno-, e le riparazioni furono completate entro il 1928. Altri danni, di minore entità, occorsero durante la seconda guerra mondiale.                            |
|                  |         | Chiesa del Patrocinio di San Giuseppe                     | XVIII secolo                                      | Albaredo, via Coni Zugna, 1 45°51′21.09″N 11°03′36.86″E                                   | Parrocchiale. Costruita nel 1752, nel 1876 venne aggiunta la cappella laterale destra; come gran parte delle chiese di Vallarsa, anche questa subì gravi danni durante la prima guerra mondiale, e venne riparata e anche ampliata nel 1920-24. |
|                  |         | Chiesa dei Santi Pietro e Paolo                           | XX secolo                                         | Raossi 45°46′55.5″N 11°07′01.06″E                                                         | Parrocchiale. Costruita nel 1923-25 per sostituire la cappella di Santa Lucia, andata distrutta nel conflitto. |
|                  |         | Chiesa di San Rocco                                       | XVII secolo                                       | Foppiano 45°50′27.46″N 11°03′44.96″E                                                      | Costruita dalla popolazione locale nel 1630; nel 1859-60 venne rialzato il campanile. La chiesa subì danni relativamente lievi durante il primo conflitto mondiale, riparati entro il 1924. |
|                  |         | Chiesa di San Rocco                                       | XIX secolo                                        | Foxi 45°47′21.53″N 11°06′42.01″E                                                          | Costruita entro il 1860, come ex voto a seguito dell'epidemia di colera del 1855; nel 1928 venne dotata di campanile. |
|                  |         | Chiesa della Santissima Trinità                           | XVIII secolo                                      | Camposilvano, piazza Giuseppe Bartolomeo Stoffella Dalla Croce 45°45′35.36″N 11°08′37.7″E | Parrocchiale. Una prima cappella venne eretta su iniziativa dei fratelli Stoffella nel 1714; venne ampliata nelle forme attuali nel 1820-22. Adibita a stalla e danneggiata durante la prima guerra mondiale, venne ristrutturata entro il 1921. |
|                  |         | Chiesa di San Valentino                                   | XVII secolo                                       | Matassone 45°48′54.49″N 11°04′44.58″E                                                     | Parrocchiale. Una prima cappella sul luogo sorse nel 1631-36, e venne ampliata nelle forme attuali nel 1750-53. Venne gravemente danneggiata nel primo conflitto mondiale, e riparata entro il 1923. |
|                  |         | Chiesa di San Vigilio                                     | XV secolo                                         | Parrocchia 45°46′37.24″N 11°07′21.19″E                                                    | Parrocchiale. Una cappella dedicata a san Vigilio è attestata nel 1470; ampliata nel 1538, venne elevata a parrocchiale nel 1720 e dotata di campanile tra il 1767 e il 1772, anno in cui la stessa chiesa venne allungata di alcuni metri. Nel 1874 venne rialzata tutta la struttura, e nel 1900 venne ristrutturata la facciata. L'edificio venne semidistrutto durante la prima guerra mondiale, e le riparazioni si conclusero nel 1921. |
| Cappelle         |         |                                                           |                                                   |                                                                                           | |
|                  |         | Cappella della Madonna del Carmine                        | XIX secolo                                        | Staineri 45°47′49.66″N 11°05′37.29″E                                                      | Edificata nel 1813, e poi ricostruita nel 1866. |
|                  |         | Cappella della Madonna della Corona, o chiesetta del Sich | XVIII secolo                                      | Sich 45°52′17.34″N 11°03′48.38″E                                                          | Costruita nel 1732 per volontà di don Giovanni Battista Lizzini e dedicata all'Addolorata; dopo vari passaggi di mano, è stata ceduta al comune di Vallarsa nel 1983, e restaurata entro il 1996. |
|                  |         | Cappella di San Rocco                                     | XIX secolo                                        | Raossi 45°46′56.94″N 11°07′16.34″E                                                        | Costruita verso il 1858. |
|                  |         | Cappella di Santa Teresa di Gesù Bambino                  | XX secolo                                         | Speccheri 45°45′53.65″N 11°07′44.28″E                                                     | La costruzione della cappella cominciò nel 1909, ma venne interrotta dallo scoppio della prima guerra mondiale e, anche dopo la fine del conflitto, ciò che era stato fino a quel punto edificato venne adibito a fienile; la chiesetta venne completata solo nel 1926-27. |
| Chiese scomparse |         |                                                           |                                                   |                                                                                           | |
|                  |         | Cappella di Santa Lucia                                   | Citata XVIII secolo                               | Raossi                                                                                    | Documentata nel 1719, venne probabilmente quasi del tutto distrutta durante la prima guerra mondiale. Al suo posto venne eretta la canonica. |

## Comune di Villa Lagarina
| Esterno                        | Interno | Nome                                                        | Periodo storico                                  | Ubicazione                                                             | Informazioni |
| ------------------------------ | ------- | ----------------------------------------------------------- | ------------------------------------------------ | ---------------------------------------------------------------------- | --- |
|                                |         | Chiesa dei Santi Antonio di Padova e Rocco                  | Fondata XVII secolo, edificio odierno XX secolo  | Località Nasupel 45°55′24.83″N 10°59′36.38″E                           | Costruita nel 1639-41 al posto di una preesistente edicola votiva dedicata ai santi Rocco e Leonardo; nel 1965 la struttura originaria era diroccata, e venne quindi ricostruita completamente. |
|                                |         | Chiesa di Sant'Apollonia                                    | Citata XIV secolo, edificio odierno XIX secolo   | Piazzo 45°55′21.3″N 11°02′00.8″E                                       | Una prima chiesa è citata nel 1316, e sorgeva sul colle presso il paese, e venne ampliata entro il 1683. Nell'ottobre del 1800 venne demolita nottetempo dagli abitanti di Piazzo, in accordo con alcuni membri della famiglia Lodron, per "dirimere una questione di natura amministrativa" sorta con il comune di Pomarolo, e contemporaneamente venne avviata la fabbrica della chiesa odierna, in centro al paese, completata nel 1802. Questa venne sottoposta a restauro nel 1978-80 e nel 2004-06. |
|                                |         | Chiesa dell'Assunta, o chiesetta de Probizer                | XIX secolo                                       | Località Cei 45°56′54.31″N 11°01′14.3″E                                | Chiesa privata (ma da sempre a servizio della popolazione), costruita sul finire dell'Ottocento da Francesco de Probizer, farmacista di Villa Lagarina. |
|                                |         | Oratorio di San Giobbe                                      | XVIII secolo                                     | Villa Lagarina, piazza Santa Maria Assunta 45°55′02.63″N 11°01′51.62″E | Costruito nel 1740-48 come oratorio per la confraternita del Santissimo Sacramento, e ampliato già nel 1750-51 con l'aggiunta del corpo settentrionale; l'intitolazione a san Giobbe è documentata dal 1815, e nel 1836 l'edificio venne adibito a lazzaretto per l'epidemia di colera in corso. Anche durante la prima guerra mondiale la struttura venne adibita ad uso civile, in questo caso diventando officina e deposito degli attrezzi a supporto della vicina teleferica. |
|                                |         | Chiesa di San Lazzaro                                       | Fondata XI secolo, edificio odierno XVII secolo  | Pedersano, piazza San Lazzaro 45°55′02.97″N 11°01′13.69″E              | Parrocchiale. Una prima chiesa dedicata a san Lazzaro sorse nell'XI secolo; l'edificio venne riedificato nel 1667-69, quindi ampliato nel 1709 e poi ancora nel 1760, assumendo l'aspetto attuale. |
|                                |         | Chiesa di San Lorenzo                                       | XVIII secolo                                     | Castellano, viale Lodron 45°55′22.8″N 11°00′28.7″E                     | Parrocchiale. Costruita nel 1767-78 in sostituzione della vecchia chiesa (ora cimiteriale). |
|                                |         | Chiesa di San Lorenzo                                       | XVIII secolo                                     | Piazzo, località Strafalt 45°55′31.1″N 11°02′03″E                      | Costruita nel 1735-36 su iniziativa di don Giovanni Battista Marzani, su un terreno di famiglia; dal 1986 è di proprietà comunale. |
|                                |         | Chiesa della Madonna delle Grazie                           | XV secolo                                        | Castellano, via Lodron 45°55′13.3″N 11°00′23.8″E                       | Chiesa cimiteriale; sorta probabilmente nel Quattrocento -comunque entro il 1481, data in cui è citata per la prima volta-, nel 1771 venne parzialmente demolita, lasciando in piedi solo il presbiterio; il materiale recuperato venne reimpiegato per la costruzione della nuova parrocchiale. |
|                                |         | Chiesa di Maria Assunta                                     | XX secolo                                        | Località Bellaria 45°57′37.7″N 11°01′43.1″E                            | Costruita nel 1977-79. |
|                                |         | Chiesa di Santa Maria Assunta                               | Fondata XII secolo, edificio odierno XVII secolo | Villa Lagarina, piazza Santa Maria Assunta 45°55′02.01″N 11°01′50.06″E | Parrocchiale. Antica chiesa pievana risalente al XII secolo, è citata per la prima volta nel 1188. Tra il 1575 e il 1597 venne rimaneggiato il campanile, che assunse le forme attuali, mentre nel 1625-29 venne aggiunta una cappella laterale dedicata a san Ruperto. L'edificio, esclusi il campanile e la neoeretta cappella, venne ricostruito tra il 1646 e il 1658 aggiungendo una seconda cappella laterale, e nel 1670 venne dotato di una terza, opposta alla seconda. Entrambe vennero sacrificate nel 1884-85, quando il prospetto frontale della chiesa venne ricostruito assumendo l'aspetto odierno. |
|                                |         | Chiesa di San Martino                                       | XII-XIII secolo                                  | Località Trasiel 45°56′42.83″N 11°01′39.86″E                           | Costruita tra il 1100 e il 1220, probabilmente in un punto di convergenza di vari sentieri e forse affiancata da uno xenodochio; nel XIII secolo venne rimaneggiata e dotata di campanile, poi rimosso e più avanti rimpiazzato con uno a vela. Fu sede di un eremo dal XVII alla fine del XVIII secolo. |
|                                |         | Chiesa dei Santi Sisinio, Martirio e Alessandro             | XVII secolo                                      | Località San Sisinio presso Pedersano 45°55′30.1″N 11°01′21.7″E        | Fondata all'inizio del Seicento, viene citata per la prima volta nel 1619; nel 1740 venne realizzato l'odierno presbiterio, e probabilmente anche il campanile a vela.. |
| Cappelle                       |         |                                                             |                                                  |                                                                        | |
|                                |         | Cappella del Crocifisso                                     | XIX secolo                                       | Pedersano, piazza San Lazzaro 45°55′02.6″N 11°01′12.8″E                | Costruita come cappella funeraria nel 1854, venne ampliata nel 1923. |
|                                |         | Cappella della Madonna Pellegrina                           | XX secolo                                        | Località Cesuino 45°55′41.1″N 11°01′51.9″E                             | Costruita nel 1956, per commemorare la Peregrinatio Mariae avvenuta nel 1949. |
|                                |         |                                                             |                                                  | Pedersano, via Bellavista 45°55′02.3″N 11°01′08.8″E                    | Cappella cimiteriale. |
| Chiese sconsacrate o scomparse |         |                                                             |                                                  |                                                                        | |
|                                |         | Chiesa di San Giovanni Battista, o di San Giovanni al Porto | Citata XII secolo                                | Porto fluviale di Villa Lagarina 45°54′47.56″N 11°02′14.39″E           | Citata nel 1285, sorgeva nel porto fluviale di Villa Lagarina, appresso alle fornaci dei Lodron. Sconsacrata probabilmente intorno al 1770, venne demolita nel 1845, quando venne costruito il nuovo ponte sull'Adige, poiché si trovava esattamente dove sarebbe dovuto passare il tracciato stradale; la pala d'altare è conservata a palazzo Libera; nel 1864, in memoria della chiesetta di San Giovanni al Porto, venne eretta la cappelletta del Crocifisso in centro a Villa Lagarina. |

## Comune di Volano
| Esterno  | Interno | Nome                                | Periodo storico                                  | Ubicazione                                           | Informazioni |
| -------- | ------- | ----------------------------------- | ------------------------------------------------ | ---------------------------------------------------- | --- |
|          |         | Chiesa dell'Assunzione              | XX secolo                                        | Località Buse dei Cannoni 45°54′50.85″N 11°06′33.6″E | Chiesa della "Colonia Santa Maria Goretti", costruita assieme al resto delle strutture nel 1956 e poi ampliata nel 1968. |
|          |         | Eremo di Santa Cecilia              | XVII secolo                                      | Sul Zengio Ross 45°55′05.3″N 11°06′10.67″E           | Costruito nel 1611. |
|          |         | Chiesa della Purificazione di Maria | Citata XII secolo, edificio odierno XVIII secolo | Volano, via Santa Maria 45°54′59.76″N 11°03′42.45″E  | Parrocchiale. Antica chiesa pievana, citata per la prima volta nel 1197; nel 1673-75 venne ampliata inglobando la chiesa di San Valentino che sorgeva di fronte. Nel 1753 venne rifatta la facciata, nel 1763-64 venne rifatta anche la navata e costruita la volta, nel 1793-94 venne edificati il presbiterio e la sagrestia e infine il campanile venne demolito nel 1813, e ricostruito nel 1836-43. |
|          |         | Chiesa di San Rocco                 | XV secolo                                        | Volano, via Roma 45°55′00.16″N 11°04′01.33″E         | Costruita verso la fine del XV secolo, probabilmente al posto di una cappella dedicata a san Pantaleone; nel 1636-38 venne aggiunta la sagrestia, e nel 1664-67 venne rialzato il campanile. |
|          |         | Oratorio della Santissima Trinità   | XVIII secolo                                     | Volano, via Santa Maria 45°54′59.73″N 11°03′40.8″E   | La prima struttura sorse nel 1707-08; questa venne demolita e ricostruita già nel 1751-53. |
| Cappelle |         |                                     |                                                  |                                                      | |
|          |         |                                     |                                                  | Volano, via Santa Maria 45°54′55.71″N 11°03′34.59″E  | Cappella cimiteriale. |
|          |         |                                     |                                                  | Località Fontana Fredda 45°54′16.05″N 11°05′35.03″E  | |